# 713. Infanterie-Division (Wehrmacht)
Die 713. Infanterie-Division war ein Großverband des Heeres der deutschen Wehrmacht im Zweiten Weltkrieg.
Später wurde daraus die kurzzeitig bestehende 1. Festungs-Brigade Kreta.

## 713. Infanterie-Division
Die 713. Infanterie-Division wurde mit der 15. Aufstellungswelle im Mai 1941 in Karlsbad im Wehrkreis XIII als Besatzungsdivision aufgestellt. Von Juli bis August 1941 war die Unterstellung unter dem OKH im Wehrkreis XIII. 
Im September 1941 folgte die Zuweisung zum XVIII. Gebirgs-Korps der 12. Armee und der Einsatz im Balkan bei der Eroberung Südgriechenlands und Kretas. Ab Oktober 1941 war die Division zur Verfügung der 12. Armee gesetzt. 
Es folgte die Stationierung als Besatzungsdivision auf Kreta. Am 15. Januar 1942 wurde die Division auf Kreta aufgelöst und der Stab bildete die 1. Festungs-Brigade Kreta.

### Kommandeur
Oberst/Generalmajor Franz Fehn: von Aufstellung bis Auflösung

### Gliederung
- Infanterie-Regiment 733 aus der Division Nr. 173 (Nürnberg)
- Infanterie-Regiment 746 aus der Division Nr. 193 (Amberg)
- Artillerie-Abteilung 653 (mit drei Batterien): bildete im Januar 1942 die IV.(Geb.)/Artillerie-Regiment 220
- Divisionseinheiten 713
  - Nachrichten-Kompanie
  - Pionier-Kompanie

## Einheiten nach Divisionsauflösung

### 1. Festungs-Brigade Kreta
Die Mitte Januar 1942 auf Kreta aufgestellte 1. Festungs-Brigade Kreta bestand lediglich aus dem Infanterie-Regiment 746 mit den Landesschützen-Bataillone 832, 833 und 834. Nach Verlegung der 1. Festungs-Brigade nach Kroatien erfolgte im Juli 1942 die Umbenennung der 2. Festungs-Brigade Kreta in Festungs-Brigade Kreta. Zum 5. August 1942 kam das Infanterie-Regiment 440 von der Festungs-Division Kreta zur 1. Festungs-Brigade und wurde Mitte Oktober 1942 zum Grenadier-Regiment 440.

#### Kommandeure
- Generalmajor Franz Fehn: von der Aufstellung im Januar 1942 bis Mai 1942
- Oberst Egon von Neindorff: von Juli 1942 bis zur Auflösung Ende November 1942

#### Gliederung
- Infanterie-Regiment 746: am 15. Februar 1942 umgegliedert, aus ehemals II./746, III./733, I./733, I./746 und III./746 neu aufgestellt
- Landesschützen-Bataillon 832: am 15. Februar 1942 auf Kreta aus dem III./746
- Landesschützen-Bataillon 833: am 16. Februar 1942 auf Kreta aus dem I./746
- Landesschützen-Bataillon 834: am 16. Februar 1942 auf Kreta aus dem I./733

### Eisenbahn-Sicherungsstab Kroatien
Ende November 1942 wurde der Brigadestab von Heribert von Larisch zum Deutschen Eisenbahn-Sicherungsstab Kroatien umformiert und die 1. Festungs-Brigade Kreta aufgelöst. Das Grenadier-Regiment 440 kam als Heerestruppenteil zum Befehlshaber Saloniki-Ägäis. Die Unterstellung erfolgte unter den Befehlshaber der deutschen Truppen in Kroatien. Dem Sicherungsstab unterstanden in Kroatien in den Abschnitten A bis F alle deutschen Landesschützen-Bataillone und deutsch-kroatische Polizei-Freiwilligen-Bataillone.
Der Eisenbahn-Sicherungsstab Kroatien richtete im August 1943 für die Bahnverbindung Belgrad bis Agram nachfolgende Eisenbahn-Sicherungsabschnitte ein:
- Sicherungsabschnitt A: Bereich Agram
- Sicherungsabschnitt B: Bereich Slavonski Brod
- Sicherungsabschnitt C: Bereich Ruma
- Sicherungsabschnitt D: Schmalspurbahnbereiche Doboj-Brod-Sarajevo, Bosnabahn
- Sicherungsabschnitt E: Bereich Novska

Im Winter 1943/44 wurde der Sicherungsstab in Eisenbahn-Sicherungs-Abschnitt-Stab 6 umbenannt.

#### Kommandeure
- Oberst Egon von Neindorff: von der Aufstellung Ende November 1942 bis September 1942
- Oberst Heribert von Larisch: von Oktober 1942 bis zur Auflösung Ende 1943